# L'urlo (film 1966)
L'urlo è un cortometraggio del 1966, diretto da Camillo Bazzoni, con un giovane Vittorio Storaro alla fotografia e il futuro regista Francesco Barilli come protagonista. Bazzoni firma il primo capitolo di una trilogia di fantascienza che comprende altri due cortometraggi: L'invasione (vincitore del Sigillo d'oro al Festival internazionale del film di fantascienza di Trieste) e La caduta di Varema (che rappresentò l'Italia ai premi Oscar). Il corto, girato in bianco e nero con una tecnica fortemente innovativa e sperimentale per l’epoca, trae ispirazione dai classici del genere di Orwell e Bradbury. Presentato con successo a Cannes nel 1966 e successivamente in altre importanti manifestazioni ha avuto il merito di lanciare la carriera dei tre cineasti coinvolti. Barilli ne realizzerà un remake a colori nel 2019 dal titolo omonimo.

## Trama
In un futuro dispotico e in disfacimento, la società è controllata da una speciale forza di polizia e le emozioni sono proibite. Il giovane Paolo Caren è ricercato perché non segue le regole abbandonandosi alle proprie emozioni.

## Produzione
Con questo cortometraggio, il direttore della fotografia Vittorio Storaro, vinse un Nastro d'argento nel 1967.
Francesco Barilli, Camillo Bazzoni e Vittorio Storaro si erano conosciuti un paio di anni prima di realizzare il corto sul set del film Prima della rivoluzione di Bernardo Bertolucci. Barilli era il protagonista, Bazzoni e Storaro lavoravano al film come operatori.